# 斑頭鬚蟾鰧
斑頭鬚蟾鰧為輻鰭魚綱鱸形目南極魚亞目阿氏龍鰧科的其中一種，分布於南冰洋海域，棲息深度430-540公尺，為底棲性魚類，屬肉食性，生活習性不明。

## 擴展閱讀
維基物種上的相關：斑頭鬚蟾鰧